# North American A-36
Die  North American A-36 (Firmenbezeichnung NA-97) war ein einmotoriger, einsitziger Ganzmetall-Sturzkampfbomber und Bodenangriffsflugzeug des amerikanischen Flugzeugherstellers North American Aviation, der 1942 aus der North American P-51 Mustang abgeleitet wurde. Bei der USAAF wurde die A-36 ebenfalls als Mustang bezeichnet, während sie von North American und vielen Luftfahrthistorikern den Beinamen Apache erhielt, um sie von der Mustang zu unterscheiden. In der Anfangszeit ihres erfolgreichen Einsatzes in Nordafrika und Italien wurde sie von den Einheiten auch als Invader bezeichnet, diese Namensgebung konnte sich jedoch nicht durchsetzen.

## Geschichte
Im Frühjahr 1942, nach der Einführung der Mustang I bei der Royal Air Force begann man bei North American mit den Planungen für eine Modifikation des ursprünglichen Jagdflugzeugs Mustang zu einem Sturzkampfbomber. Ursprünglich waren als  Bewaffnung vier 20-mm-Kanonen vorgesehen, die jedoch durch sechs 12,7-mm-Maschinengewehre ersetzt wurden. Unter den Flügeln befanden sich zwei Bombenaufhängungen, an denen bis zu 454 kg Abwurfmunition mitgeführt werden konnten. Die hydraulisch betätigten Sturzflugbremsen in Form von Schlitzblechen befanden sich auf der Ober- und Unterseite der Tragflächen.
Ihren ersten Kampfeinsatz hatte sie am 6. Juni 1943 mit der 27th Fighter Bomber Group bei der Vorbereitung der Operation Corkscrew. Weiterhin kam sie im Italienfeldzug, bei der Operation Dragoon und im Burmafeldzug zum Einsatz.
In Europa wurde die A-36 ab Juni 1944 durch die Republic P-47 und die Curtiss P-40 abgelöst.

## Technische Daten
| Kenngröße             | Daten                                                                        |
| --------------------- | ---------------------------------------------------------------------------- |
| Spannweite            | 11,34 m                                                                      |
| Länge                 | 9,83 m                                                                       |
| Höhe                  | 3,71 m                                                                       |
| Triebwerk             | ein Allison V-1710-87 mit 1325 PS (988 kW)                                   |
| Bewaffnung            | sechs 12,7-mm-Browning M2, 454 kg Waffenlast an zwei Unterflügelaufhängungen |
| max. Startmasse       | 4536 kg                                                                      |
| Höchstgeschwindigkeit | 600 km/h                                                                     |
| Reisegeschwindigkeit  | 400 km/h                                                                     |
| Reichweite            | 885 km                                                                       |
| Gipfelhöhe            | 9000 m                                                                       |